# Британсько-югославські відносини
Британсько-югославські відносини (англ. United Kingdom–Yugoslavia relations, сербохорв. britansko-jugoslovenski odnosi, odnosi Velike Britanije i Jugoslavije) — історичні двосторонні відносини між Великою Британією та колишньою Югославією (як Королівством Югославія у 1918—1941 роках, так і комуністичною Югославією в 1945—1992 роках). Ще до створення Югославії в період після занепаду Османської імперії Сполучене Королівство розвивало відносини з поодинокими незалежними південнослов'янськими державами (насамперед Сербією).

## Історія

### Міжвоєнна доба
У Королівстві Югославія Велику Британію сприймали як дружню країну та природного союзника в європейських і міжнародних справах. Сербські еліти, зосереджені переважно у Белграді, зокрема такі їх представники, як Слободан Йованович і Богдан Богданович, вважали, що серби та британці поділяють спільні цінності. Після державного перевороту Королівство Югославія вступило в Другу світову війну на боці союзників.

### Друга світова війна
Протягом окупації Югославії під час Другої світової війни югославський уряд у вигнанні спочатку зовсім недовго перебував у Підмандатній Палестині, а потім тривалий час — у Лондоні.
У вересні 1943 року до югославських партизанів відрядили місію британської армії, яку очолив сер Фіцрой Маклін, а в травні 1944 року в Лондон прибула югославська місія. 12 серпня 1944 року прем'єр-міністр Великої Британії Вінстон Черчилль та маршал Югославії Йосип Броз Тіто зустрілися в Неаполі.

### Післявоєнна доба
Таємна угода про відсотки, підписана між Йосифом Сталіним і Вінстоном Черчиллем про поділ Східної Європи на сфери впливу, передбачала, що Югославію буде розділено «50/50» між британським і радянським впливом. у березні 1945 року Сполучене Королівство визнало  новий соціалістичний уряд Югославії. На перші післявоєнні роки наклала негативний відбиток югославська підтримка Демократичної армії Греції під час громадянської війни в Греції та спір навколо Вільної території Трієст. Після розколу Тіто–Сталіна 1948 року, починаючи з 1950-х років, лейбористський уряд розвинув дружні відносини з антисталіністським Союзом комуністів Югославії. Міністр закордонних справ Ернест Бевін визначив британську політику після 1948 року щодо підтримання влади Тіто на плаву, водночас у 1948 році дві держави підписали свою першу торговельну угоду, а в 1949 році — угоду про націоналізовану власність. У вересні 1952 року Федеративну Народну Республіку Югославія відвідав Ентоні Іден. 1953 року, роблячи свій перший офіційний державний візит до держави Західного блоку, президент Югославії Йосип Броз Тіто відвідав Сполучене Королівство. Услід за ним у Великобританію в 1955 році прибув із візитом Едвард Кардель, а в 1957 році Селвін Ллойд відвідав Белград. 1958 року було підписано Конвенцію про соціальне забезпечення, 1966 року — Консульську конвенцію і угоду про технічне співробітництво, 1968 року — угоду про наукову співпрацю, а в 1969 році — угоду про скасування віз. 1971 року Велика Британія була четвертим торговельним партнером Югославії після Західної Німеччини, Італії та СРСР. У 1981 році обидві країни підписали Угоду про податок на прибуток.

## Галерея

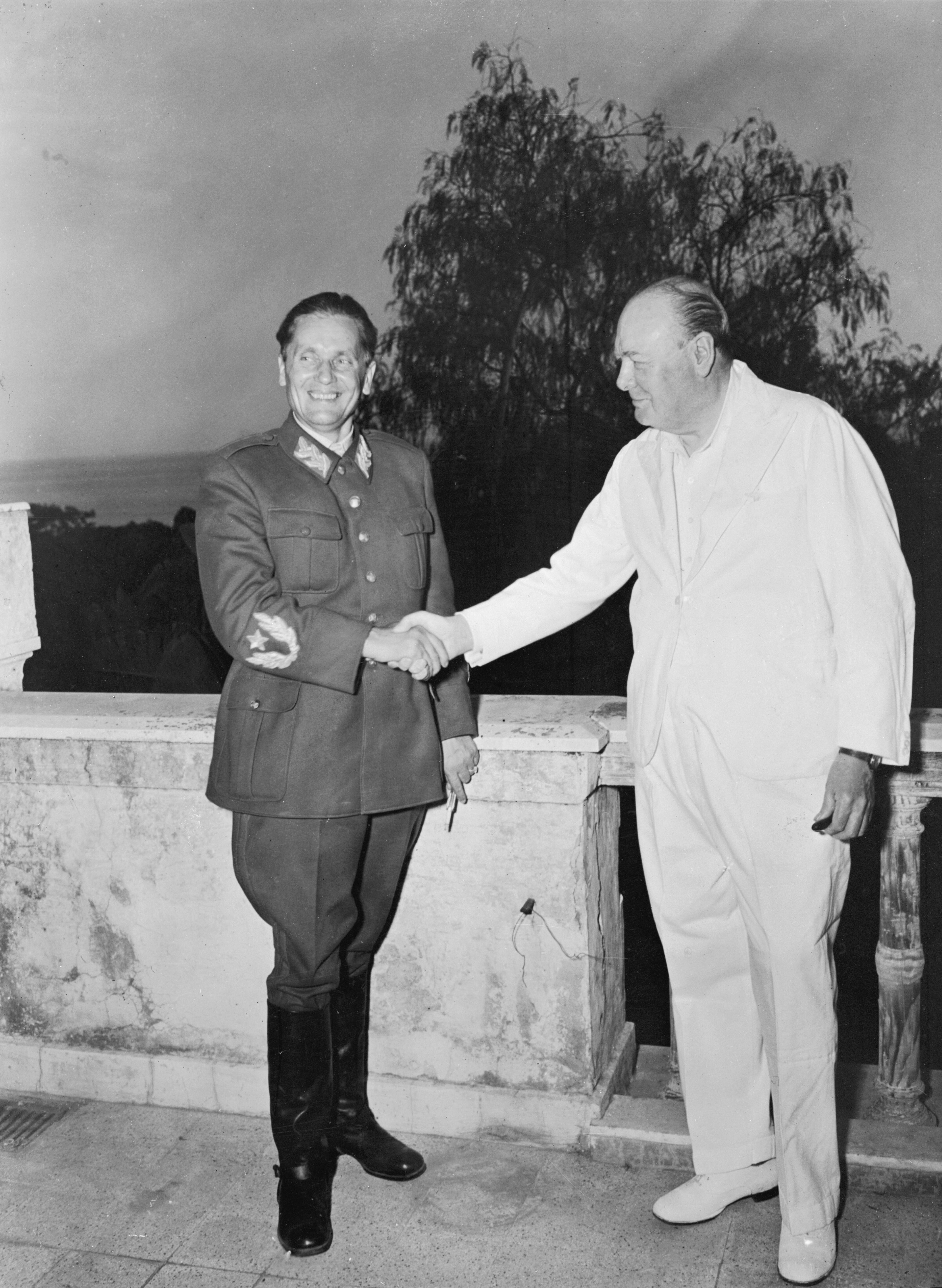
Тіто і Черчилль у 1944 році
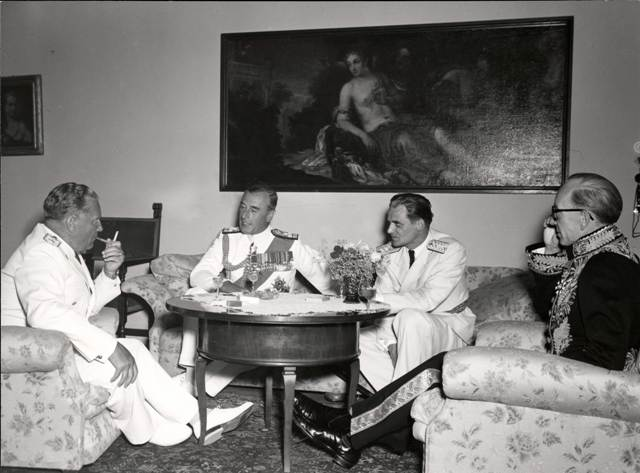
Луїс Маунтбеттен на островах Бріоні 1952 року
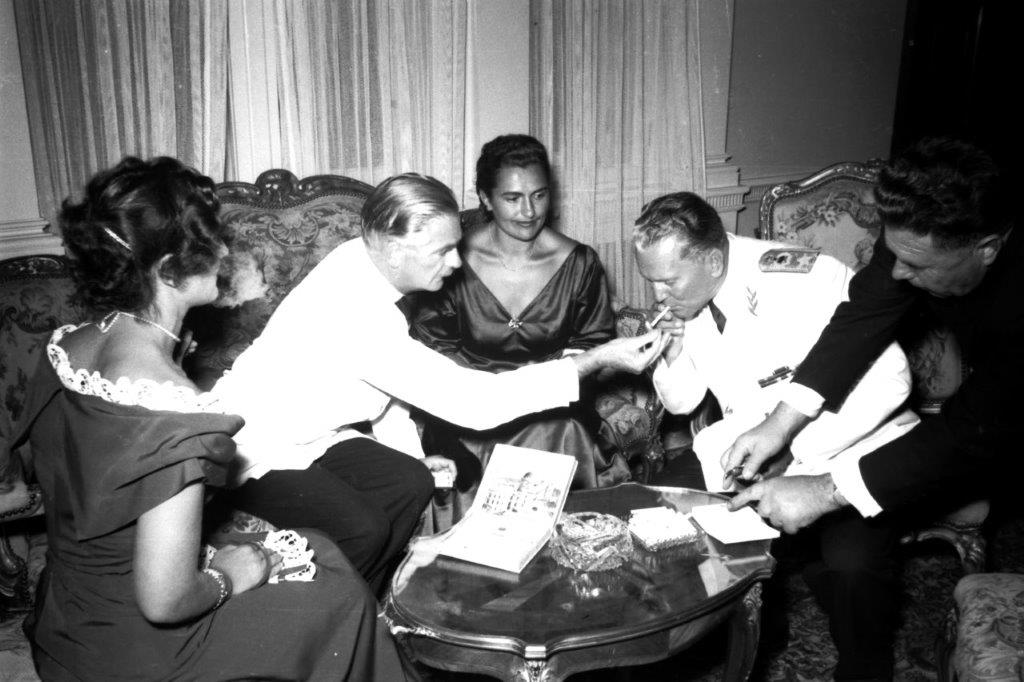
Ентоні Іден у Белграді, 1952 рік.
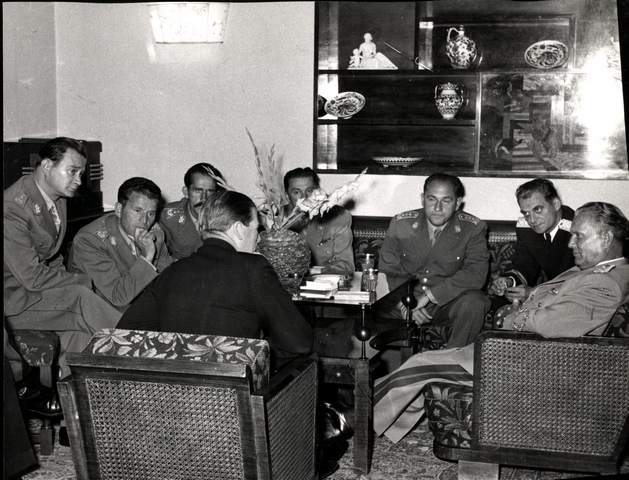
Джон Гардінг у Загребі в 1953 році
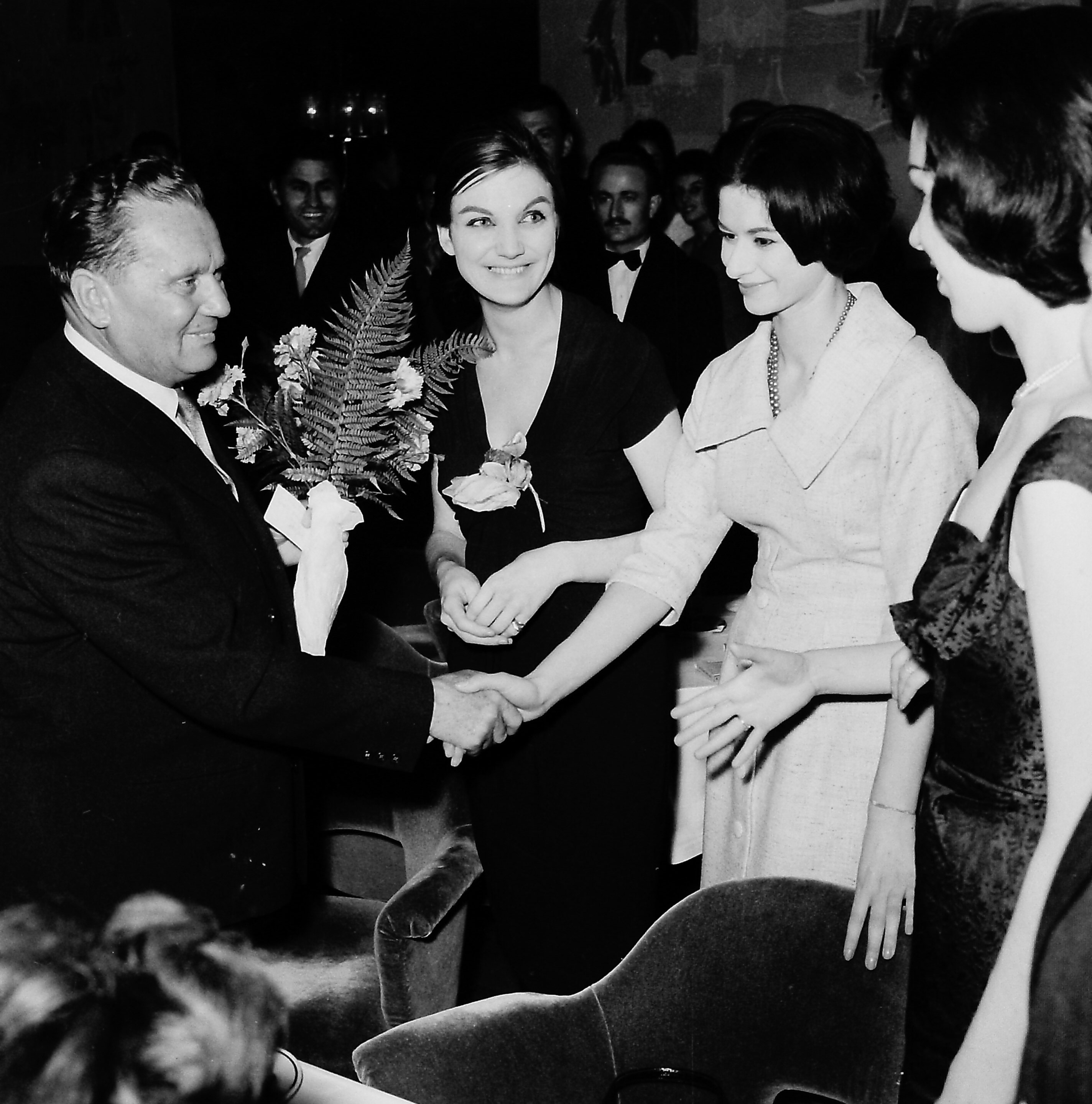
Марго Фонтейн у Белграді 1954 року.
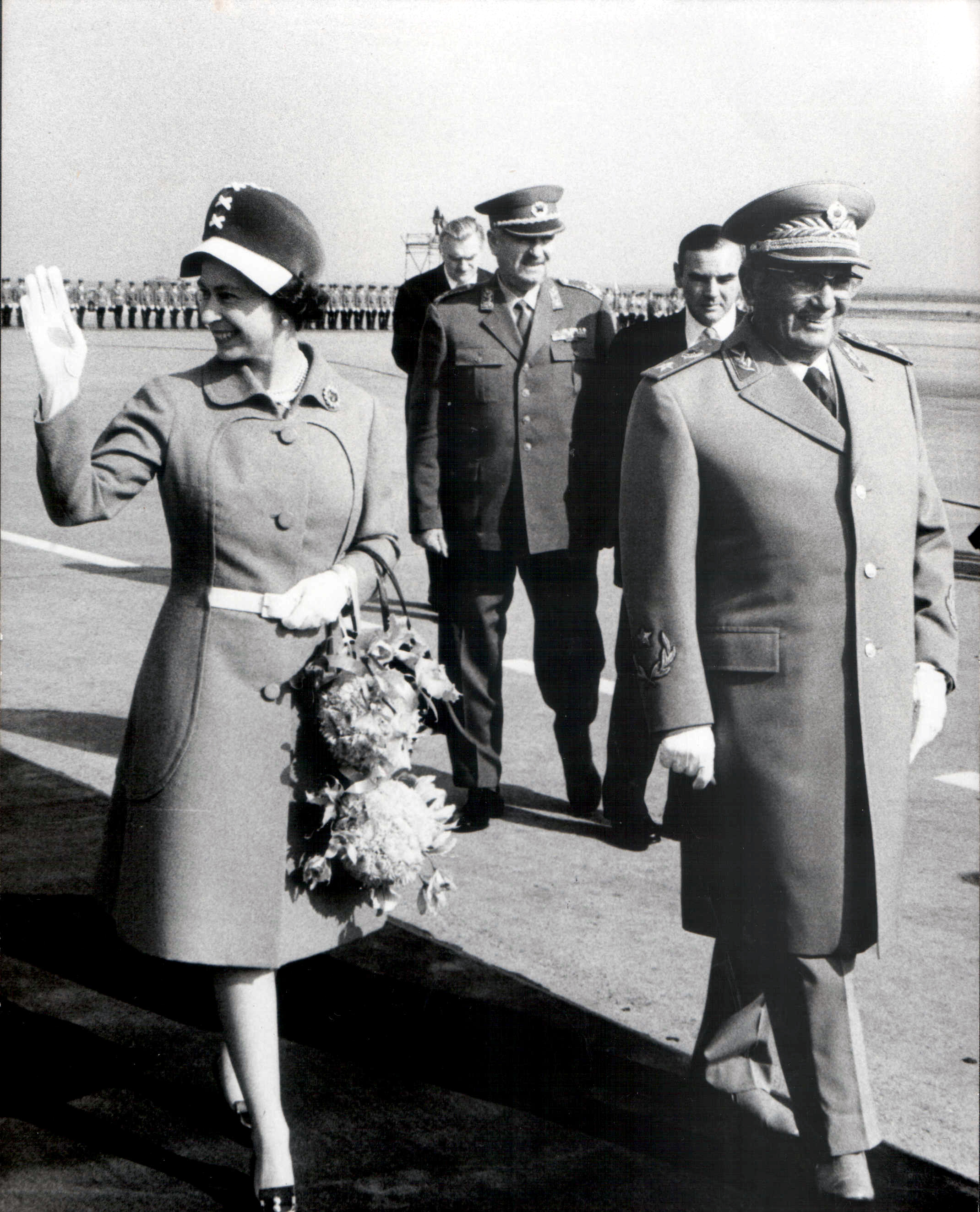
Королева Єлизавета II та Йосип Броз Тіто в Белграді в 1972 році